# Union Sportive de Boulogne
El Union sportive Boulogne Côte d'Opale, conocido como US Boulogne, es un club de fútbol Francés de la ciudad de Boulogne-sur-Mer en Paso de Calais. Fue fundado en 1898 y se desempeña en la Ligue 2.

## Historia
El US Boulogne fue fundado en 1898. Históricamente el equipo jugó en categorías inferiores del fútbol francés, pero desde que llegó Philippe Montanier en el 2004 el club consiguió buenos resultados y ascendió a la Ligue 2. En la Ligue 2 de la temporada 2008/09 el equipo termina en un tercer lugar consiguiendo por primera vez en su historia el ascenso a la Ligue 1. Después de esto Montanier se marcha al Valenciennes FC. Su primera temporada en la Ligue 1 no fue buena ya que el equipo acabaría en un 19° puesto descendiendo nuevamente a la Ligue 2. En su regreso, la primera temporada termina a 10 puntos del tercer ascenso, pero en su segunda temporada desciende nuevamente, esta vez a la Championnat National.
Luego de varios años en la tercera categoría, en 2020 el Boulogne debía jugar el play-off de ascenso a Ligue 2, sin embargo, la Federación Francesa de Fútbol decidió suspender la promoción de ascenso/permanencia al no poder completarse la temporada como consecuencia de la pandemia de COVID-19. En 2022 el equipo descendió al National 2, luego de 17 años de presencia en las primeras tres categorías del fútbol francés.
En 2024 el equipo logró volver al Championnat National tras proclamarse campeón del Grupo C del National 2. En su temporada de regreso a la tercera categoría el Boulogne finalizó en tercera posición con 56 puntos, por lo que se clasificó a la promoción de ascenso a Ligue 2. En la eliminatoria el equipo rojinegro se enfrentó al Clermont Foot 63, perdiendo con un marcador agregado de 4-3.
Tras perder la oportunidad del ascenso deportivo, el Boulogne se vio beneficiado por el descenso administrativo del AC Ajaccio, lo que significó que el equipo del Paso de Calais fuera el club elegido para ocupar la vacante dejada por el equipo corso, en consecuencia para la temporada 2025-26 el Boulogne volvió a la Ligue 2 luego de 13 años fuera del fútbol profesional francés.

## Uniforme
- Uniforme titular: Camiseta negra con rayas rojas, pantalón y medias negras.
- Uniforme alternativo: Camiseta negra con rayas horizontales rosas, pantalón y medias negras.